# Henry-Marie Boucher
Pour les articles homonymes, voir Boucher.
Le docteur Henry-Marie Boucher, né le 30 septembre 1857 à Nancy et mort le 14 février 1934 à Laxou, est un médecin français.

## Biographie
Né le 30 septembre 1857 au no 4 de la rue de la Poissonnerie, à Nancy, Henry-Marie Boucher est le fils de Clémence-Eugénie Boucher, née Ferry, et d'Émile-François Boucher, fabricant de cartes.
Élève du collège de Pont-à-Mousson puis du lycée de Nancy, Henry Boucher étudie la médecine à la faculté de Nancy, où il soutient sa thèse de doctorat en 1881. Par concours, il est admis comme médecin stagiaire à l’École de médecine et de pharmacie militaires du Val-de-Grâce le 20 janvier 1882.
Nommé médecin aide-major en 1882, Boucher est envoyé en Algérie. En 1885, lors de la Guerre franco-chinoise, il prend part à l'expédition du Tonkin. Gravement atteint de dysenterie, il est rapatrié en 1887. Il rejoint alors le 54e régiment d'infanterie à Compiègne. Le 5 mai 1889, il obtient le grade de médecin-major.
En 1891, il obtient une licence à l’École de droit de Paris.
Le 24 octobre 1897, alors que la famille du docteur Boucher assiste à l'inauguration de l'inauguration de la statue du rocher de Bizeux, son bateau de plaisance fait naufrage. Le docteur et son fils Marcel, âgé de six ans, comptent parmi les survivants, mais Mme Boucher et deux autres enfants n'ont pu être secourus. Affecté par ce drame et fatigué par plusieurs changements d'affectation au cours des années précédentes, il demande sa mise en non-activité, qu'il obtient le 20 janvier 1898.
Membres de nombreuses sociétés savantes, le docteur Henry Boucher collabore à des périodiques spécialisés et publie plusieurs ouvrages.
Vitaliste opposé au matérialisme scientifique, le docteur Boucher n'hésite pas à employer des arguments pseudoscientifiques afin de combattre plusieurs grandes avancées de la science médicale de son temps. Persuadé que la contagion s'opère non par les microbes mais par le « rayonnement morbide » du malade, il s'oppose ainsi à la théorie microbienne et même à la vaccination. Il critique également l'application à la médecine de la méthode expérimentale en raison de l'existence de biais qu'il juge incontournables.
En 1912, il est élu conseiller municipal de Contrexéville.
Président depuis 1912 de l'Union internationale - Ligue populaire contre la vivisection et membre de la Société protectrice des animaux (S.P.A.), il obtient en 1914 la condamnation de la vivisection par cette dernière association, qui ne s'était jusqu'alors prononcée que contre les abus de cette pratique. Le 24 décembre 1916, il est élu président de la S.P.A.
Henry Boucher meurt à Laxou le 14 février 1934.

## Distinctions
- chevalier de l'ordre du Dragon d'Annam
- Officier d'académie
- Officier de la Légion d'honneur (1920)